# Charondas

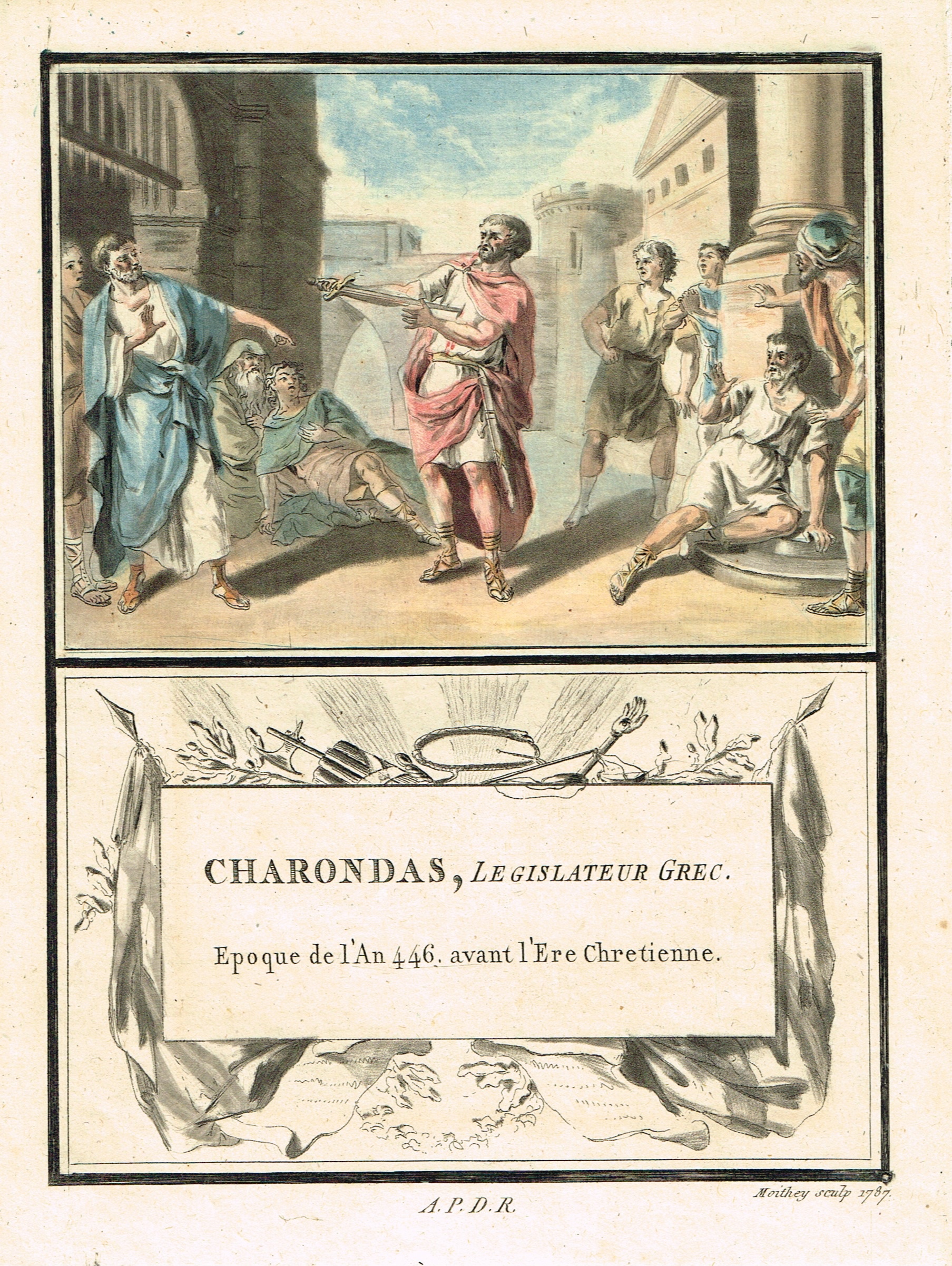
Franse illustratie uit 1787 de de zelfmoord van Charondas uitbeeldt (zoals beschreven door Diodorus Siculus)

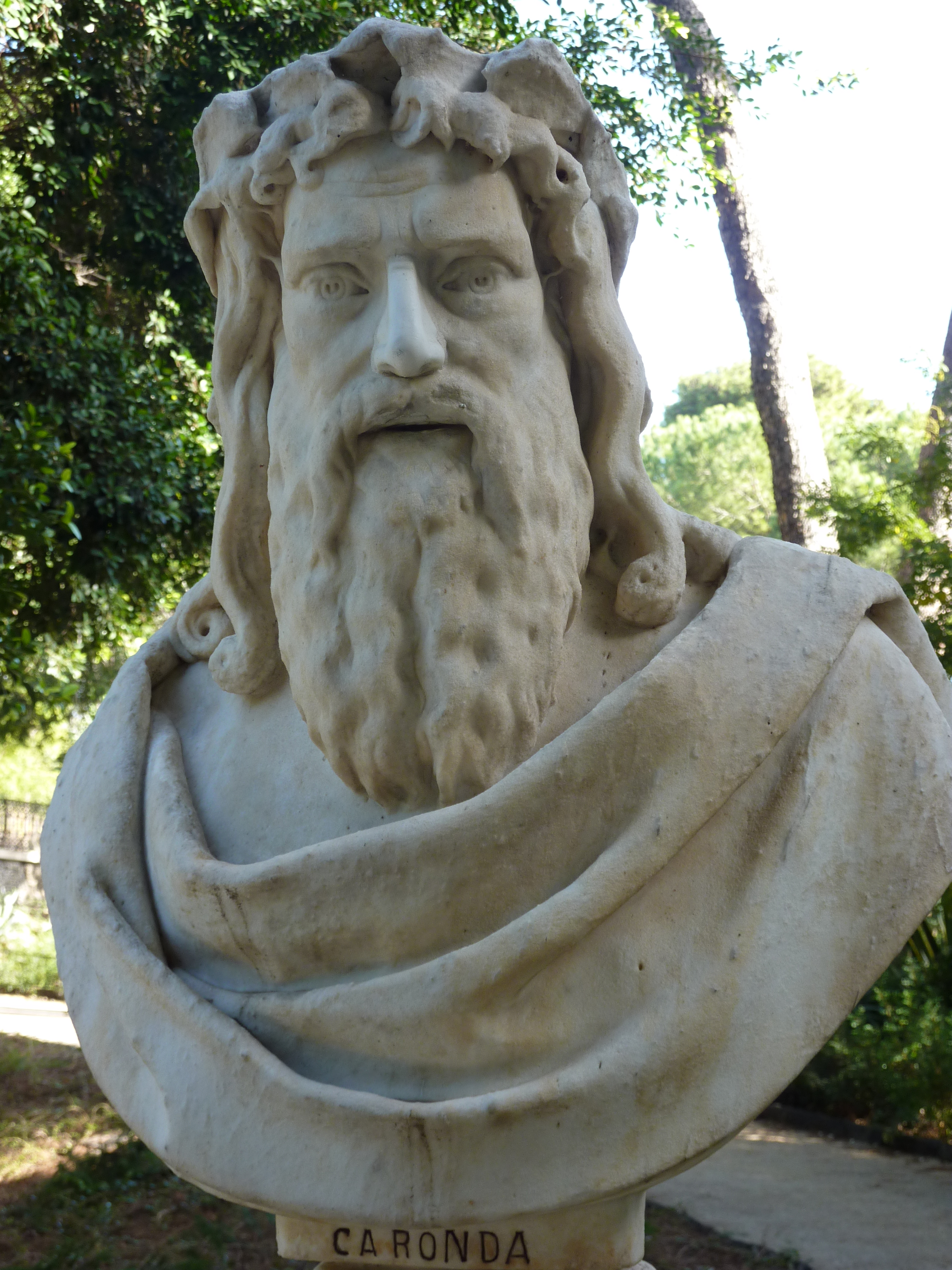
Charondas

Charondas van Katane (Oudgrieks: Χαρονδας), (midden of tweede helft van 6e eeuw v.Chr.), een stad op Sicilië, was een van de grote mannen in het oud-Grieks recht. Zijn recht, dat ontstond uit de noodzaak aan geschreven wetten door het invoeren van de geldeconomie, behandelde alle aspecten van het recht en was aristocratisch van inslag. 
Hoewel ze streng waren, waren ze ook goed uitgedacht en simpel, en werden daarom door veel Griekse kolonies in Sicilië en Zuid-Italië overgenomen - door andere Chalkidische kolonies in het westen (Rhegion, maar ook door Thourioi (in een adaptatie van de beroemde Protagoras) en Mazaka in Cappadocië. 
Het verhaal gaat dat Charondas na een jachtpartij zich nog gewapend naar de volksvergadering begaf. Toen hij er opmerkzaam op werd gemaakt dat hij dit deed, en zo zijn eigen wet overtrad, riep hij uit dat hij de wet bevestigde, en doodde terstond zichzelf met zijn zwaard.